# Campeonato Mundial de Taekwondo de 1977
O Campeonato Mundial de Taekwondo de 1977 foi a 3ª edição do evento, organizado pela Federação Mundial de Taekwondo (WTF) entre 15 de setembro a 17 de setembro de 1977. A competição foi realizada no Anfiteatro Internacional, em Chicago, Estados Unidos. 

## Resultados
Os resultados foram os seguintes. 
Masculino
| Evento        | Ouro                        | Prata                              | Bronze                               |
| Até 48 kg     | Coreia do Sul Song Ki-yul   | México · Jaime de Pablos           | Taiwan · Sheu Jiom-shi               |
| Até 48 kg     | Coreia do Sul Song Ki-yul   | México · Jaime de Pablos           | Alemanha Ocidental · Turgay Ertuğrul |
| Até 53 kg     | Coreia do Sul Ha Suk-kwang  | Equador · Jorge Ramírez            | México · Moritz Von Nacher           |
| Até 53 kg     | Coreia do Sul Ha Suk-kwang  | Equador · Jorge Ramírez            | Espanha Francisco García             |
| Até 58 kg     | Coreia do Sul Kim Yong-ki   | Taiwan · Hour Waei-shing           | Alemanha Ocidental · Helmut Stoppe   |
| Até 58 kg     | Coreia do Sul Kim Yong-ki   | Taiwan · Hour Waei-shing           | México · Reynaldo Salazar            |
| Até 63 kg     | Coreia do Sul Park Chung-ho | Estados Unidos · Greg Fears        | Países Baixos · Peter Salm           |
| Até 63 kg     | Coreia do Sul Park Chung-ho | Estados Unidos · Greg Fears        | Costa do Marfim · Frédéric Kouassi   |
| Até 68 kg     | Taiwan · Hwang Ming-der     | Coreia do Sul Choi Jae-chun        | Estados Unidos · Ernie Reyes         |
| Até 68 kg     | Taiwan · Hwang Ming-der     | Coreia do Sul Choi Jae-chun        | Espanha Eduardo Merchán              |
| Até 73 kg     | Coreia do Sul Yoo Yong-hap  | Costa do Marfim · Théophile Dossou | México · Manuel Jurado               |
| Até 73 kg     | Coreia do Sul Yoo Yong-hap  | Costa do Marfim · Théophile Dossou | Alemanha Ocidental · Rainer Müller   |
| Até 80 kg     | Coreia do Sul Hur Song      | Estados Unidos · James Kirby       | Espanha Manuel Salcedo               |
| Até 80 kg     | Coreia do Sul Hur Song      | Estados Unidos · James Kirby       | México · Carlos Obregón              |
| Mais de 80 kg | Coreia do Sul Ahn Jang-shik | Taiwan · Lin Ying-peng             | Alemanha Ocidental · Dirk Jung       |
| Mais de 80 kg | Coreia do Sul Ahn Jang-shik | Taiwan · Lin Ying-peng             | Estados Unidos · John Holloway       |

## Quadro de medalhas
O quadro de medalhas foi publicado. 
| Ordem | País               | Medalha de ouro | Medalha de prata | Medalha de bronze | Total |
| ----- | ------------------ | --------------- | ---------------- | ----------------- | ----- |
| 1     | Coreia do Sul      | 7               | 1                | 0                 | 8     |
| 2     | Taiwan             | 1               | 2                | 1                 | 4     |
| 3     | Estados Unidos     | 0               | 2                | 2                 | 4     |
| 4     | México             | 0               | 1                | 4                 | 5     |
| 5     | Costa do Marfim    | 0               | 1                | 1                 | 2     |
| 6     | Equador            | 0               | 1                | 0                 | 1     |
| 7     | Alemanha Ocidental | 0               | 0                | 4                 | 4     |
| 8     | Espanha            | 0               | 0                | 3                 | 3     |
| 9     | Países Baixos      | 0               | 0                | 1                 | 1     |
| Total | Total              | 8               | 8                | 16                | 32    |